# 비타소카
비타소카(산스크리트어: वितशोक 비타쇼카) 또는 티사(산스크리트어: तिस्सा)는 아소카의 유일한 동복형제로서 마우리아 제국의 황자였다. 디비야바다나에 따르면, 그는 티르티카의 추종자였고 편안한 삶을 사는 것에 대해 승려들을 비판하곤 했다고 한다. 궁정들에 의해 그는 황좌에 앉도록 만들어졌다. 그것을 아소카가 알았을 때, 그는 비타소카에게 불자가 되라고 설득했다.
이윽고 비타소카는 출가해 승려가 되어 엄격하게 금욕생활을 실천했다.

## 이름
스리랑카 문헌에서는 비타소카를 티사라고 부른다. 테라가타 논평은 티사와 비타소카를 서로 다른 개인으로 간주한다. 다른 소식통에서는 그를 비가타소카, 수다타 또는 수가트라라고 부른다. 마하밤사에서는 나중에 그를 에카비하리카로 명명한다.

## 디비야바다나
디비야바다나는 푼드라바르다나에서 그리고 파탈리푸트라에서 누군가가 니르그란타 나타풋타 앞에서 절하는 부처의 그림을 그렸다는 이야기를 그린다.  벌로, 아소카는 아지비카교도를 사형에 처하라는 명령을 내리고 니르그란타들을 죽인 것에 대한 보상을 선언했다. 누군가 비타소카가 그를 니르그란타로 데려가는 것을 포착했다. 그는 아소카에게 끌려갔다. 그가 자신의 친동생임을 확인한 아소카는 처형하라는 명령을 거두었다. :232그러나 아소카의 삶을 바탕으로 한 더 진짜 같은 작품들에 따르면, 비타소카의 운명은 아소카가 황제가 된 후에도 밝혀지지 않았다. 몇몇 학자들은 그가 아소카의 장군이거나 장관이었을지도 모른다고 제시했다.